# 第一现场 (深圳电视台节目)
《第一现场》（英語：Spot News），是深圳广播电影电视集团都市频道製作的旗舰新聞節目，报道深圳本土的民生、资讯、政策、社会新闻。每晚18:20至19:47於深圳广电集团都市频道首播，并转播至深圳广电集团移动电视频道。本節目于2002年12月2日正式开播。

## 播出时间
本节目在深圳广电集团都市频道、深圳广电集团移动电视频道播出，并在城市联合网络电视台上提供节目回看。
- 直播：每晚18:20至19:47
- 重播：次日06:42至08:09（2019.5.1-2019.12.31因配合庆祝中华人民共和国成立70周年而开展的“我和我的祖国”群众性主题宣传教育活动，且根据《中华人民共和国国歌法》规定每日7时频道播放《义勇军进行曲》，暂时调整到5:30重播）[2]

## 历史

本节目2011年6月-2016年12月31日使用的片头。

2002年12月2日，《第一现场》正式开播，取代了原深视三套的《都市信息网》和《城市特快》两档节目。开播时采用录播方式，播出时间约30分钟。
2004年12月，深圳广电集团移动电视频道开播，《第一现场》开始在移动电视频道上播出。
2005年11月11日，《第一现场》由录播改为直播，第二度更换节目包装，并扩版至1小时。
从2006年3月份起，《第一现场》在深圳市月平均收视率首次超越香港翡翠台的各类节目，并成为当年深圳市常态性电视节目的收视冠军。
2007年1月1日，《第一现场》第三度更换节目包装，并扩版至77分钟。
2008年5月12日，汶川大地震发生后，深圳广电集团先后派出16名记者前往灾区展开报道，其中《第一现场》栏目先后派出6名记者。
2011年6月，《第一现场》第四度更换节目包装，并扩版至87分钟。
2017年1月1日起，《第一现场》第五度更换节目包装，并以全高清格式播出。
2017年12月2日，《第一现场》开播15周年，深圳广电集团为此在莲花山公园举办专题纪念活动，包括专题晚会以及“15周年福袋”发放活动等。

## 报道方式

### 现时模式
现时《第一现场》主要为一位主播主持，开始先是深圳热力榜（简要报道当日关注度最高的5条新闻）及现场朋友圈（主要是评述社交圈的热点事件）等两个环节，再报道本地头条新闻、社会新闻、现场报道等，然后进入专题子栏目（如现场帮、陈晗特搜、王鹏实验、食安周报、赵坤有话说、深圳警讯、城市安全哨、案说合规），最后为深圳全市天气预报。
现任主播：张天宇、朱文峰、王萌

### 以往模式
2011年6月——2016年12月31日这一时期的《第一现场》通常会有两位主播，先由第一位主播报道本地头条新闻、社会新闻、现场报道等，其中可分为第一报道、现场直击、第一调查三大子栏目，再进入第一述评环节（主要是以邀请专家的形式对当日重大问题发表看法），之后由一位《深视新闻》的主播于《深视新闻》演播室内报道《时政要闻》，最后由第一位主播报道天气、观众留言，有时亦会插入《帮忙姐妹花》、《赵坤有话说》版块。
曾任主播：董超（已离开深圳广电集团，现为自媒体博主）、博文（现为深圳广电集团都市频道《法观天下》主播）、邢天琦

## 子栏目

### 现有子栏目

#### 现场朋友圈
现场朋友圈是《第一现场》节目现时最先播出的子栏目，每日播出，主要是评述社交圈的各类热点事件为主。

#### 现场帮
现场帮是《第一现场》节目不定期播出的子栏目，原名《帮忙姐妹花》，在2011年第四度改版时增设，该节目组帮助遇到疑难的市民解决问题，同时借助媒体舆论监督作用，改善社会上存在的“办事难”等问题。该节目组拥有四名记者（李明、苑劲龄、王璜、朱碧琪），节目名也因此得名，每期节目由一名记者主持。该节目的口号为“帮忙姐妹花，有事您说话”。在2017年1月1日第五度改版后更名现场帮，但节目内容和播出频率不变。

#### 王鹏实验
王鹏实验是《第一现场》节目定期播出的子栏目，在2017年第五度改版时增设，每周六播报，专栏主持人为记者王鹏，栏目内容主要是对于生活中的各类科学问题和传言进行简单验证和评说，类似于央视综合频道的“生活早参考”。

#### 食安周报
食安周报是《第一现场》节目定期播出的子栏目，在2017年第五度改版时增设，每周二播报，专栏主持人为记者王鹏，栏目内容主要是对一周内食品安全情况及出现的问题进行报道。

#### 赵坤有话说
赵坤有话说是《第一现场》节目不定期播出的子栏目，专栏主持为记者赵坤，主要是对本地重大民生事件的反思与点评。

#### 深圳警讯
深圳警讯是《第一现场》节目定期播出的子栏目，在2017年第五度改版时增设，由第一现场及深圳市公安局联合推出，专栏主持为民警吴冰，主要宣传深圳警方近期查处的典型违法案件，同时向深圳市民普及防范知识。

#### 城市安全哨
城市安全哨是《第一现场》节目定期播出的子栏目，在2019年6月15日首播，由第一现场及深圳市应急管理局联合推出，专栏主持为主持人王燕、文峰，主要曝光企业安全生产和城市安全管理中存在的违法行为、严重隐患和突出问题，并邀请专家进行点评，以防范安全生产事故的发生。

#### 案说合规
案说合规是《第一现场》节目定期播出的子栏目，在2020年12月4日首播，由第一现场及深圳市司法局联合推出，专栏主持为记者赵坤，主要向企业宣传企业合规知识，推动企业加强内部合规管理。